# Insurgência no Kosovo (1995–1998)
A Insurgência no Kosovo começou em 1995, na sequência do Acordo de Dayton que pôs fim à Guerra da Bósnia. Em 1996, o Exército de Libertação do Kosovo (KLA) começou a atacar edifícios governamentais e esquadras de polícia sérvios. Esta insurgência levaria à Guerra do Kosovo mais intensa em fevereiro de 1998.

## Prelúdio
O conflito albanês-sérvio tem as suas raízes na expulsão dos albaneses em 1877–1878 de áreas que foram incorporadas ao Principado da Sérvia. A animosidade entre essas facções rivais permanece forte até hoje. As décadas de 1950 e 1960 foram um período marcado pela repressão e políticas anti-albanesas no Kosovo sob Aleksandar Ranković, um comunista sérvio que mais tarde se desentendeu e foi demitido por Josip Broz Tito. Durante este período, o nacionalismo para os albaneses do Kosovo tornou-se um canal para aliviar as condições da época. Em 1968, as autoridades sérvias jugoslavas alertaram sobre o aumento do nacionalismo albanês e, em Novembro, seguiram-se distúrbios e manifestações de milhares de albaneses, apelando ao Kosovo para alcançar o estatuto de república, uma universidade independente de língua albanesa e alguns para a unificação com a Albânia. Tito reescreveu a constituição iugoslava de 1974 e tentou responder às queixas albanesas, concedendo à província do Kosovo autonomia e poderes como o veto no processo de tomada de decisão federal semelhante ao das repúblicas. O Kosovo funcionou como uma república de facto porque os albaneses kosovares alcançaram a capacidade de prosseguir relações externas quase independentes, laços comerciais e culturais com a Albânia, uma universidade independente de língua albanesa e um instituto de albanologia, uma Academia de Ciências e associação de escritores com a capacidade de utilizar a bandeira albanesa.
Os precursores militares do KLA (Exército de Libertação do Kosovo) começaram no final da década de 1980 com a resistência armada à polícia sérvia que tentava levar ativistas albaneses sob custódia. Antes do KLA, os seus membros faziam parte de organizações como o Movimento Nacional do Kosovo e o Movimento Popular para a Libertação do Kosovo. Os fundadores do posterior KLA estiveram envolvidos nos protestos de 1981 no Kosovo . Muitos dissidentes de etnia albanesa foram presos ou transferidos para países europeus, onde continuaram as atividades subversivas. A repressão do nacionalismo albanês e dos nacionalistas albaneses pelas autoridades em Belgrado fortaleceu o movimento de independência e concentrou a atenção internacional na situação dos albaneses do Kosovo.
De 1991 a 1992, o nacionalista albanês Adem Jashari e cerca de 100 outros albaneses étnicos que desejavam lutar pela independência do Kosovo passaram por treino militar no município de Labinot-Mal, na Albânia.  Posteriormente, Jashari e outros albaneses étnicos cometeram vários actos de sabotagem dirigidos ao aparelho administrativo sérvio no Kosovo. Na tentativa de capturá-lo ou matá-lo, a polícia sérvia cercou Jashari e seu irmão mais velho, Hamëz, em sua casa em Prekaz, em 30 de dezembro de 1991. No cerco que se seguiu, um grande número de albaneses do Kosovo migraram para Prekaz, forçando os sérvios a retirarem-se da aldeia. 
Enquanto estava na Albânia, Jashari foi preso em 1993 pelo governo de Sali Berisha e enviado para a prisão em Tirana  antes de ser libertado juntamente com outros militantes albaneses do Kosovo a pedido do exército albanês.  Jashari lançou vários ataques ao longo dos anos seguintes, tendo como alvo o Exército Iugoslavo (VJ) e a polícia sérvia no Kosovo.  Na primavera de 1993, foram realizadas reuniões "Chamadas da Pátria" em Aarau, Suíça, organizadas por Xhavit Haliti, Azem Syla, Jashar Salihu e outros. 
O estrategista do KLA, Xhavit Halili, disse que em 1993, o KLA “considerou e depois rejeitou os modelos IRA, OLP e ETA”.  Alguns jornalistas afirmam que o ataque de Maio de 1993 em Glogovac, que deixou cinco polícias sérvios mortos e dois feridos, foi o primeiro levado a cabo pelo KLA. 

## História

### 1995
No início da década de 1990, ocorreram ataques às forças policiais sérvias e a funcionários dos serviços secretos em retaliação aos abusos e assassinatos de civis albaneses. Um policial sérvio foi morto em 1995, supostamente pelo KLA. Desde 1995, o KLA procurou desestabilizar a região, esperando que os Estados Unidos e a NATO interviessem.  Patrulhas sérvias foram emboscadas e policiais foram mortos.  Foi somente no ano seguinte que a organização do KLA assumiu a responsabilidade pelos ataques.

### 1996–1997
O KLA, originalmente composto por algumas centenas de albaneses, atacou várias esquadras de polícia e feriu muitos agentes da polícia em 1996-1997. 

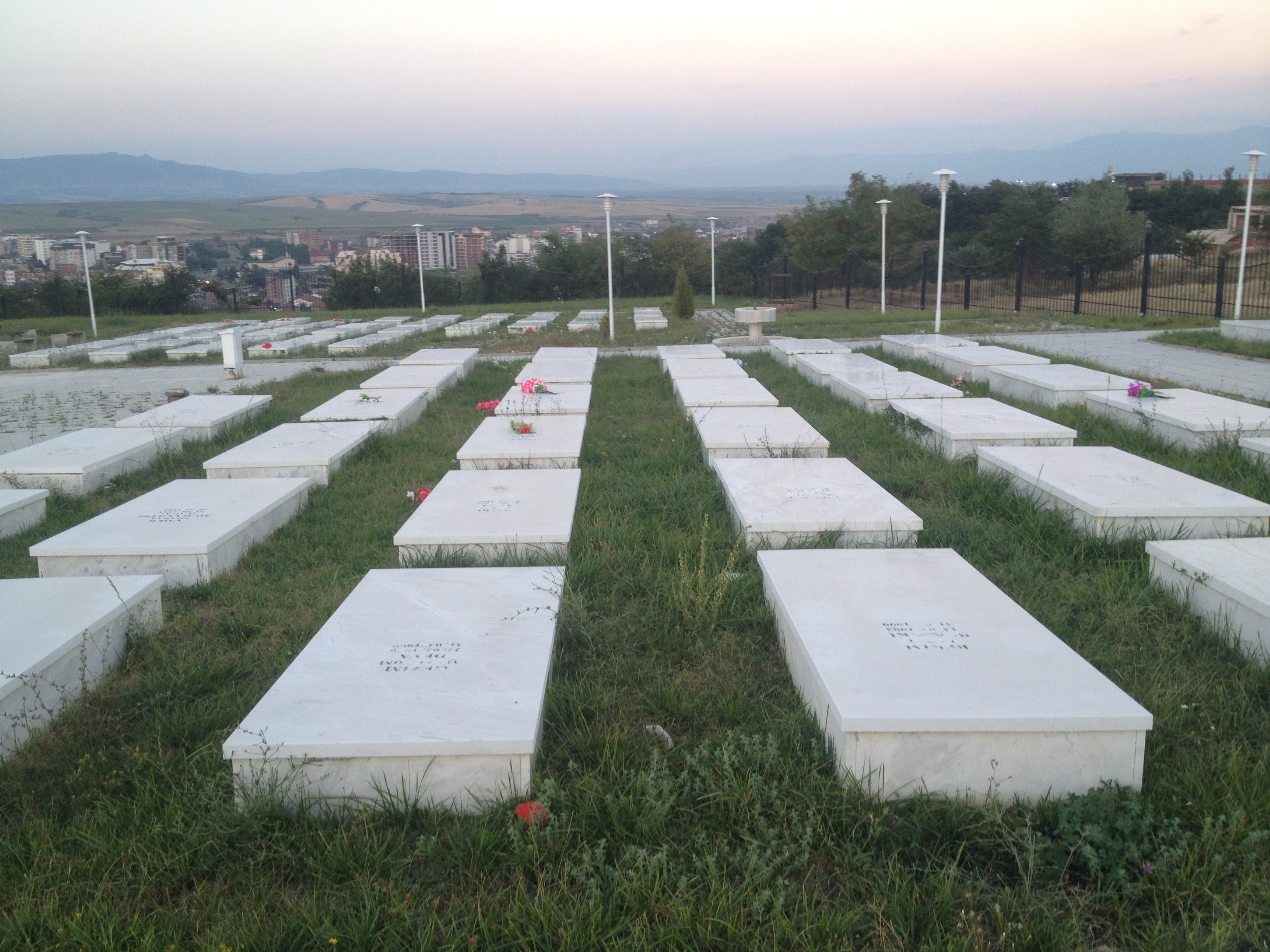
Cemitério de albaneses mortos pelos sérvios durante a guerra do Kosovo em Gjakova

Em 1996, o semanário britânico The European publicou um artigo de um especialista francês afirmando que: "Os serviços de inteligência civis e militares alemães estiveram envolvidos no treinamento e equipamento dos rebeldes com o objetivo de consolidar a influência alemã na área dos Balcãs. (...) o nascimento do KLA em 1996 coincidiu com a nomeação de Hansjoerg Geiger como o novo chefe do BND (serviço secreto alemão). (…) Os homens do BND foram encarregados de selecionar recrutas para a estrutura de comando do KLA entre os 500.000 kosovares em Albânia." O antigo conselheiro sénior do parlamento alemão, Matthias Küntzel, tentou provar mais tarde que a diplomacia secreta alemã tinha sido fundamental para ajudar o KLA desde a sua criação.
Os representantes do KLA reuniram-se com agências de inteligência americanas, britânicas e suíças em 1996,   e possivelmente "vários anos antes"  e de acordo com o The Sunday Times, "agentes de inteligência americanos admitiram que ajudaram a treinar o Kosovo Exército de Libertação antes do bombardeio da Iugoslávia pela OTAN". Os agentes de inteligência negaram, no entanto, que estivessem envolvidos no armamento do KLA.
Em fevereiro de 1996, o KLA empreendeu uma série de ataques contra esquadras de polícia e funcionários do governo jugoslavo, afirmando que as autoridades jugoslavas tinham matado civis albaneses como parte de uma campanha de limpeza étnica. As autoridades sérvias denunciaram o KLA como organização terrorista e aumentaram o número de forças de segurança na região. Isto teve o efeito contraproducente de aumentar a credibilidade do embrionário KLA entre a população albanesa do Kosovo. Em 22 de Abril de 1996, quatro ataques contra pessoal de segurança sérvio foram perpetrados quase simultaneamente em várias partes do Kosovo.
Em Janeiro de 1997, as forças de segurança sérvias assassinaram o comandante do KLA , Zahir Pajaziti, e dois outros líderes num ataque na estrada entre Pristina e Mitrovica, e prenderam mais de 100 militantes albaneses. 
Jashari, como um dos criadores e líderes do KLA, foi condenado por terrorismo à revelia por um tribunal jugoslavo em 11 de Julho de 1997. Posteriormente, a Human Rights Watch descreveu o julgamento, no qual outros catorze albaneses do Kosovo também foram condenados, como "[não cumprimento] dos padrões internacionais". 
A agitação civil de 1997 na Albânia permitiu ao KLA adquirir grandes quantidades de armas saqueadas dos arsenais albaneses. Um relatório de inteligência de 1997 afirmou que o KLA recebia receitas do tráfico de drogas, usadas para comprar armas. O KLA recebeu grandes fundos de organizações da diáspora albanesa. Existe a possibilidade de que entre os doadores do KLA estivessem pessoas envolvidas em actividades ilegais, como o tráfico de drogas, no entanto, não existem provas suficientes de que o próprio KLA estivesse envolvido em tais actividades.

### 1998
Meses antes do bombardeamento da Iugoslávia pela OTAN, o Conselho do Atlântico Norte disse que o KLA era "o principal iniciador da violência" e que tinha "lançado o que parece ser uma campanha deliberada de provocação".
James Bissett, ex-embaixador canadense na Iugoslávia, Bulgária e Albânia, escreveu em 2001 que relatos da mídia indicam que "já em 1998, a Agência Central de Inteligência, auxiliada pelo Serviço Aéreo Especial Britânico, estava armando e treinando membros do Exército de Libertação do Kosovo na Albânia para fomentar rebelião armada no Kosovo" com a esperança de que "a OTAN possa intervir (...)".
Perseguindo Adem Jashari pelo assassinato de um policial sérvio, as forças sérvias tentaram novamente atacar o complexo de Jashari em Prekaz no dia 22 de janeiro de 1998.  Sem a presença de Jashari, milhares de albaneses do Kosovo desceram sobre Prekaz e novamente conseguiram expulsar as forças sérvias da aldeia e dos seus arredores. No mês seguinte, uma pequena unidade do ELK foi emboscada por policiais sérvios. Quatro sérvios foram mortos e dois ficaram feridos nos confrontos que se seguiram. Na madrugada de 5 de Março de 1998, o KLA lançou um ataque contra uma patrulha policial em Prekaz,  que foi então respondido por uma operação policial no complexo de Jashari que deixou 58 albaneses mortos, incluindo Jashari e a maioria dos seus membros da família.  Quatro dias depois, foi convocada uma reunião da NATO, durante a qual Madeleine Albright pressionou por uma resposta anti-sérvia.  A OTAN ameaçou agora a Sérvia com uma resposta militar.  Seguiu-se a Guerra do Kosovo, com a subsequente intervenção da OTAN, que começou após o massacre de Racak ter sido descoberto durante o curso da guerra.

## Ataques
Entre 1991 e 1997, principalmente em 1996-97, 39 pessoas foram mortas pelo KLA. As autoridades sérvias relataram que os ataques entre 1996 e Fevereiro de 1998 levaram à morte de 10 polícias e 24 civis.
O KLA lançou 31 ataques em 1996, 55 em 1997 e 66 em janeiro e fevereiro de 1998. Depois que o KLA matou quatro policiais no início de março de 1998, unidades especiais da polícia sérvia retaliaram e atacaram três aldeias em Drenica. O número total de ataques do KLA em 1998 foi de 1.470, em comparação com 66 no ano anterior. Após a intensificação dos ataques contra a polícia jugoslava em 1998, a segurança aumentou, tal como a presença de pessoal do exército jugoslavo,  o que levou à Guerra do Kosovo.